# Руський-Брід
Руський-Брід (пол. Ruski Bród) — село в Польщі, у гміні Пшисуха Пшисуського повіту Мазовецького воєводства. Населення — 172 особи (2011).
У 1975-1998 роках село належало до Радомського воєводства.

## Демографія
Демографічна структура станом на 31 березня 2011 року:
|          | Загалом | Допрацездатний вік | Працездатний вік | Постпрацездатний вік |
| -------- | ------- | ------------------ | ---------------- | -------------------- |
| Чоловіки | 83      | 4                  | 61               | 18                   |
| Жінки    | 89      | 16                 | 32               | 41                   |
| Разом    | 172     | 20                 | 93               | 59                   |